# Lluís Gallart i Garcia
Lluís Gallart i Garcia (Calella, 22 de septiembre de 1922 - Barcelona, 17 de noviembre de 1985) fue un pintor catalán, especialista en pintura figurativa, más concretamente el desnudo al carbón. Su estética es marcadamente clásica, con algunas incursiones de carácter realista.
Buena parte de su obra se conserva en el Museo-Archivo de Calella, que en el primer piso dispone de una pinacoteca con más de doscientas obras suyas, inaugurada en 1991 y donde exponen óleos y dibujos figurativos de forma rotativa.
Realizó numerosas exposiciones con buen resultado de la crítica, y tiene obra suya dispersada por varias ciudades europeas, a museos y  colecciones privadas. Como retratista, realizó obras de personajes como Enric Borràs, Pau Casals o Picasso, entre otros.
En Calella hay una plaza que lleva su nombre, situada en riera de los Frailes. La plaza tiene una pérgola y una pista de baloncesto y menudo se hacen actos públicos.